# Chapelle-Viviers
Chapelle-Viviers és un municipi francès situat al departament de la Viena i a la regió de la Nova Aquitània. L'any 2007 tenia 443 habitants.

## Demografia

### Població
El 2007 la població de fet de Chapelle-Viviers era de 443 persones. Hi havia 172 famílies de les quals 52 eren unipersonals (28 homes vivint sols i 24 dones vivint soles), 60 parelles sense fills, 36 parelles amb fills i 24 famílies monoparentals amb fills.
La població ha evolucionat segons el següent gràfic:
Habitants censats

### Habitatges
El 2007 hi havia 218 habitatges, 179 eren l'habitatge principal de la família, 20 eren segones residències i 19 estaven desocupats. 208 eren cases i 7 eren apartaments. Dels 179 habitatges principals, 131 estaven ocupats pels seus propietaris, 39 estaven llogats i ocupats pels llogaters i 9 estaven cedits a títol gratuït; 1 tenia una cambra, 10 en tenien dues, 24 en tenien tres, 53 en tenien quatre i 91 en tenien cinc o més. 149 habitatges disposaven pel capbaix d'una plaça de pàrquing. A 89 habitatges hi havia un automòbil i a 71 n'hi havia dos o més.

### Piràmide de població
La piràmide de població per edats i sexe el 2009 era:
| Homes | Edats   | Dones |
| ----- | ------- | ----- |
| 0     | 95 o +  | 0     |
| 0     | 90 a 94 | 4     |
| 4     | 85 a 89 | 12    |
| 0     | 80 a 84 | 8     |
| 8     | 75 a 79 | 12    |
| 8     | 70 a 74 | 12    |
| 12    | 65 a 69 | 4     |
| 8     | 60 a 64 | 16    |
| 12    | 55 a 59 | 4     |
| 16    | 50 a 54 | 4     |
| 8     | 45 a 49 | 12    |
| 32    | 40 a 44 | 12    |
| 16    | 35 a 39 | 16    |
| 8     | 30 a 34 | 16    |
| 12    | 25 a 29 | 12    |
| 8     | 20 a 24 | 4     |
| 16    | 15 a 19 | 24    |
| 24    | 10 a 14 | 20    |
| 8     | 5 a 9   | 16    |
| 0     | 0 a 4   | 16    |

## Economia
El 2007 la població en edat de treballar era de 256 persones, 174 eren actives i 82 eren inactives. De les 174 persones actives 162 estaven ocupades (88 homes i 74 dones) i 12 estaven aturades (4 homes i 8 dones). De les 82 persones inactives 27 estaven jubilades, 10 estaven estudiant i 45 estaven classificades com a «altres inactius».

### Ingressos
El 2009 a Chapelle-Viviers hi havia 174 unitats fiscals que integraven 397 persones, la mediana anual d'ingressos fiscals per persona era de 14.568 €.

### Activitats econòmiques
Dels 24 establiments que hi havia el 2007, 1 era d'una empresa alimentària, 3 d'empreses de fabricació d'altres productes industrials, 1 d'una empresa de construcció, 10 d'empreses de comerç i reparació d'automòbils, 2 d'empreses de transport, 3 d'empreses d'hostatgeria i restauració, 3 d'empreses immobiliàries i 1 d'una empresa de serveis.
Dels 6 establiments de servei als particulars que hi havia el 2009, 1 era una oficina de correu, 2 tallers de reparació d'automòbils i de material agrícola, 1 lampisteria, 1 restaurant i 1 agència immobiliària.
Dels 2 establiments comercials que hi havia el 2009, 1 era una botiga de més de 120 m² i 1 una fleca.
L'any 2000 a Chapelle-Viviers hi havia 19 explotacions agrícoles que ocupaven un total de 1.053 hectàrees.

## Equipaments sanitaris i escolars
El 2009 hi havia una escola elemental integrada dins d'un grup escolar amb les comunes properes formant una escola dispersa.

## Poblacions més properes
El següent diagrama mostra les poblacions més properes.